# Sanja Vukašinović
Sanja Vukašinović (Beograd 22. oktobar 1997) je srpska sportistkinja i reprezentativka Srbije u streljaštvu. Osvajač bronzane medalje za Srbiju na 7.CISM svetskim vojnim igrama u Vuhanu u Kini. Sanja je četvrti takmičar iz srpskog streljačkog tima koji je izborio kvotu za OI u Tokiju 2020, posle Zorane Arunović, Damira Mikeca i Milutina Stefanovića.

## Privatan život:
Odrasla je u Staroj Pazovi gde završava osnovnu školu i počinje da se bavi streljaštvom, a zatim se seli u Novi Sad gde maturira u gimnaziji Jovan Jovanović Zmaj. Student je psihologije u Novom Sadu, Streljaštvom se bavi od 2011 godine, od 2014 je u juniorskoj a od 2018 u seniorskoj reprezentaciji.
Jedan je od najuspešnijih članova kluba "Novi Sad 1790" pored osvajača olimpijskih, svetskih i evropskih medalja poput Sanje Ivošev, Aranke Binder, Nemanje Mirosavljeva.

## Uspesi:
- Osvajač Olimpijske kvote za Tokio 2020. na Evropskim Igrama u Minsku 2019. sa 4. mestom;
- Bronzana medalja na Vojnim Igrama 3x40 2019. Vuhan, Kina;
- 5. mesto na Evropskom Prvenstvu R3x40 2019. Bolonja, Italija;
- 8. mesto na Svetskom Kupu R3x40 2019. Nju Delhi, Indija; 8. mesto na Svetskom Kupu R3x40 2019. Minhen, Nemačka;
- 5. mesto na Svetskom Kupu R3x40 2019. Rio de Ženeiro, Brazil
- Pobednica Finala Kupa Srbije za 2019.
- Prvak države R60PR 2019. Državni rekord oboren 6 puta, trenutno aktuelnih 1184 u 3x40 (krug manje ispod svetskog rekorda)

## Juniorski uspesi:
- Juniorska prvakinja države AR 40 2014. Juniorska bronza EP AR40 2015.
- Juniorsko srebro EP R3x20 2015. Juniorsko zlato EP AR40 2016. Juniorsko srebro EP AR40 2017.
- Seniorska vicešampionka države AR40 2015; 2016; 2017; 2018; 2019;
- Pobednica finala kupa SSS R3x20, R3x40 2017; 2018.
- Brojne medalje na internacionalnim turnirima i državnim takmičenjima.
- AR60 - vazdušna puška R3x40 - malokalibarska puška

## Spoljašnje veze
- https://www.issf-sports.org/athletes/athlete.ashx?personissfid=SHSRBW2210199701
- https://www.telegraf.rs/sport/ostali-sportovi/3075926-sanja-vukasinovic-izborila-kvotu-za-tokio
- https://www.danas.rs/sport/sanja-vukasinovic-ostvarila-kvotu-za-oi-u-tokiju/
- https://www.gloria.rs/lepota/make-up/sanja-vukasinovic-make-up-za-olimpijske-igre/
- http://www.sport.mod.gov.rs/lat/414/streljastvo-sanja-vukasinovic-414
- https://hotsport.rs/2019/06/27/evropske-igre-u-minsku-sanja-vukasinovic-cetvrtim-mestom-u-trostavu-izborila-kvotu-za-tokio/
- https://www.issf-sports.org/athletes/athlete.ashx?personissfid=SHSRBW2210199701
- http://www.rtv.rs/sr_lat/sport/individualni-sportovi/svetske-vojne-igre-u-kini-bronze-viktoru-nemesu-i-sanji-vukasinovic_1060386.html
- http://www.tanjug.rs/full-view.aspx?izb=515530
- http://www.politika.rs/sr/clanak/440519/Sport/Ostali-sportovi/Bronzane-medalje-za-Sanju-Vukasinovic-i-Viktora-Nemesa